# زبان نورن
زبان نورن یکی از زبانهای منسوخ شده از خانواده زبان‌های ژرمنی شمالی است که در اورکنی و شتلند گویشور داشته است.